# ガルガル期
ガルガル期（がるがるき）とは、仔を出産したメスが外敵をガルガルと威嚇し仔を守ろうとする母性本能から気性が荒くなる期間を言うインターネットスラング。産後ガルガル期とも呼ばれ、出産後のホルモンの変化によって精神的なバランスを崩しやすい時期に出現する症状のひとつでもある。産褥期と呼ぶ出産後の6週間から8週間の時期に発生しやすいとされる。医学的には産後うつ病の症状のひとつ。
ガルガル期がきっかけとなって夫婦喧嘩や不仲に発展する場合もある。

## 症状
ヒトでは、個人差は大きいとされる。
出現する代表的な感情は、
1. 赤ちゃんを自身の夫を含めた他の人に触られたくない
2. 自分以外の人の衛生状態が気になる
3. 他の人に赤ちゃんを取られそうで怖い

が表れる。一方で自己嫌悪に陥る母親が多いとの見解がある。子供の世話に慣れてくると自然に症状が解消するとされる。しかし、夫や家族などの周囲からのサポートが欠如していた場合、産後鬱に発展する可能性が指摘されている。

## 治療
特別の治療薬はない。
- 母体の体力回復を図る。
- ほかの母親と経験や感情について話し共有する。
- 産後ケア事業の利用が効果的とする見解がある[3]。

## 関連
- マタニティーブルー
- 産後うつ病
- 育児ノイローゼ